# Luis XIV (microrrelato)
Luis XIV es un microrrelato de tres palabras: dos palabras en el título ("Luis XIV") y una sola palabra en el cuerpo del texto. Su autor es el escritor español Juan Pedro Aparicio, y está publicado en La mitad del diablo (editorial Páginas de Espuma) en 2006. La relevancia del microrrelato en el contexto de la microficción en castellano reside en su extrema brevedad. El relato se posiciona así como un ejemplo de hiperbrevedad narrativa tan paradigmático como otros casos más famosos, como los Crímenes ejemplares de Max Aub (1957) y "El dinosaurio" de Augusto Monterroso (1959). 
Dada su brevedad (tres palabras), sule pensarse que es el microrrelato más breve. Sin embargo, los más breves son "Dios" de Sergio Golwarz (1969), "Fantasma" de Guillermo Samperio (1981), "Maldita" de Óscar de la Borbolla (2000) y "Blanco" de José de la Colina (2007), los cuales oscilan entre una y dos palabras, contando el título.
El texto de este microrrelato es tan breve (tres palabras) que incluso la inclusión de un punto ha servido como tema de discusión entre especialistas de la narrativa breve como Clara Obligado y Patricia Esteban Erlés.

Luis XIV
Yo.

## Análisis
El relato hace referencia a la compleja monarquía absolutista del rey francés y a su famosa frase «El Estado soy yo». La lógica de esta frase sería la misma del relato de Aparicio; una frase absolutista que busca centralizar lo universal en lo singular. La naturaleza elíptica de este relato ha sido alabada por distintos observadores. José Enrique Martínez Fernández, por ejemplo, ha declarado:

El cuento de Aparicio es la elipsis retórica en su más alta expresión; si funciona, lo hace como un fogonazo de luz, como una imagen fulgurante y repentina, como la plasmación plástica y verbal del super-ego.